# Ява (острів)
Ява (індонез. Jawa; «джава») — острів Великих Зондських островів Малайського архіпелагу, розташований між Суматрою та Балі. Найважливіший острів Індонезії в політичному, економічному та етно-культурному плані. Площа острова становить 126 700 км² (13-й за розмірами у світі та 6-й в Індонезії), з островом Мадура — 132 тис. км². Найбільше місто Джакарта (столиця Індонезії), міста-порти — Сурабая і Семаранг.
Простягається на 1000 кілометрів із заходу на схід, 30 % його території займають джунглі. Входить до адміністративного регіону Ява. Ява — найнаселеніший острів у світі (124 млн осіб, станом на 2005 рік), густота населення становить 979 осіб/км².

## Етимологія назви
Походження назви Ява до кінця не зрозуміло. За однією з версій давні мандрівники з Індії назвали острів на честь рослини «джава-вут» — могар (Panicum italicum), яка є звичною на острові. У древньоіндійському епосі Рамаяна острів згадується під назвою Явадвіпа («ява» — могар, «двіпа» — острів). До давніх греків назва грец. Ίαβαδίου (Ptolem., VII, 2) потрапила саме через індійців. Є інші можливі джерела: слово jaú і його варіації означають або «віддалений». На думку інших, корінь «ява» походить від слова, що в прото-австронезійській мові могло означати домівку.

## Географія

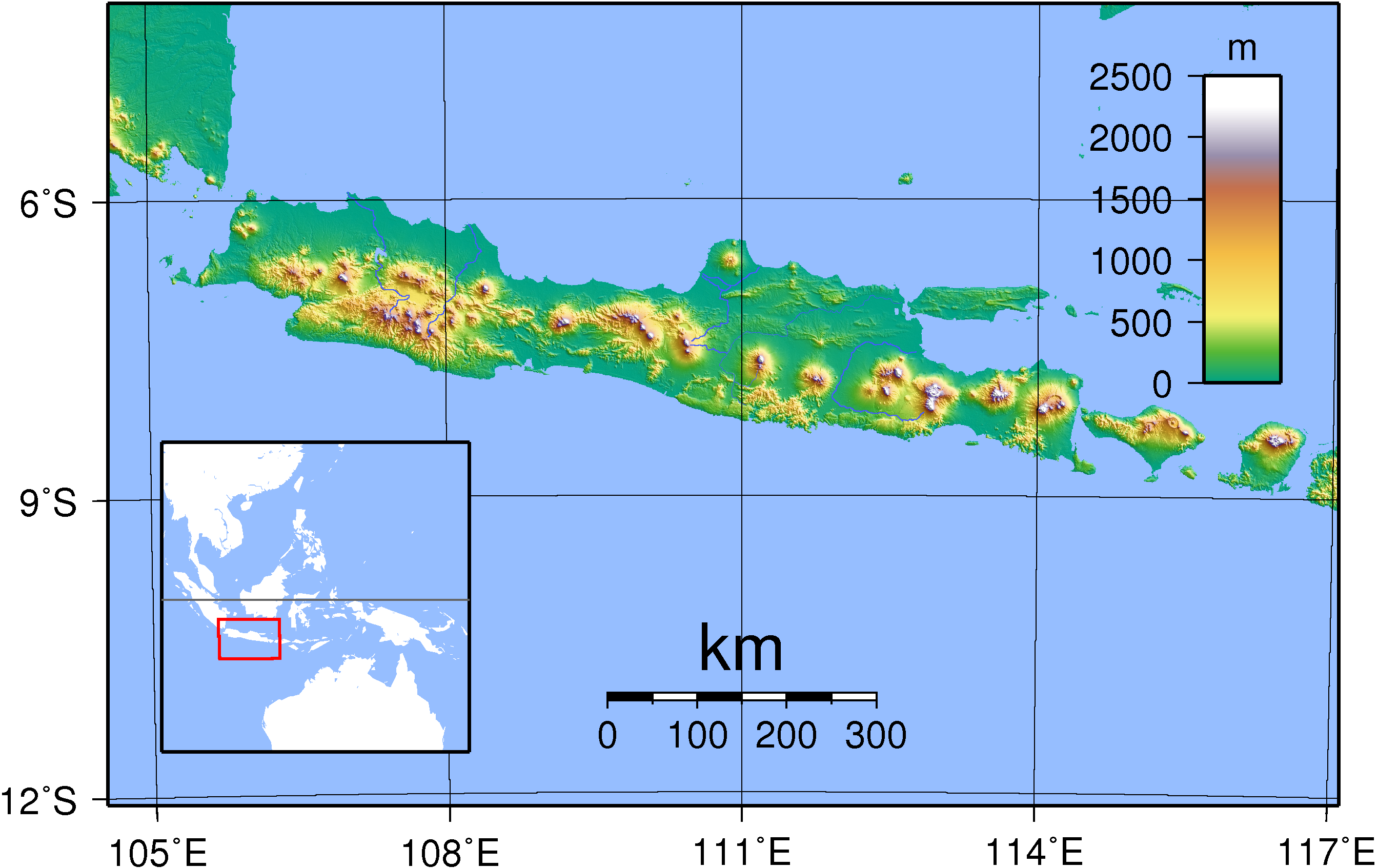
Топографічна карта острова Ява

Острів омивається з півдня водами Індійського океану; решта — водами Тихого океану: на півночі Яванським морем, на заході — водами Зондської протоки, що відокремлює його від острова Суматра, на сході — протоки Балі, що відокремлює його від острова Балі. Мадурська протока відокремлює від Яви острів Мадура. Узбережжя острова здебільшого високі й круті (особливо на півдні), місцями низькі й заболочені з лагунами та мангровими лісами (переважно на півночі). Судноплавних заток мало.

### Районування
Острів поділяють на Західну (від 102°55' до 109° східної довготи), Центральну (до 110° сх. д.) та Східну частину (до 112°14' сх. д.). Острів лежить у межах від 5°52' до 8°46' південної широти. Адміністративно острів розділений на провінції: Бантен (центральне місто — Серанг), Західна Ява (Бандунг), Центральна Ява (Семаранг), Східна Ява (Сурабая) та Джакарта з Джокьякартою.

### Геологія та рельєф

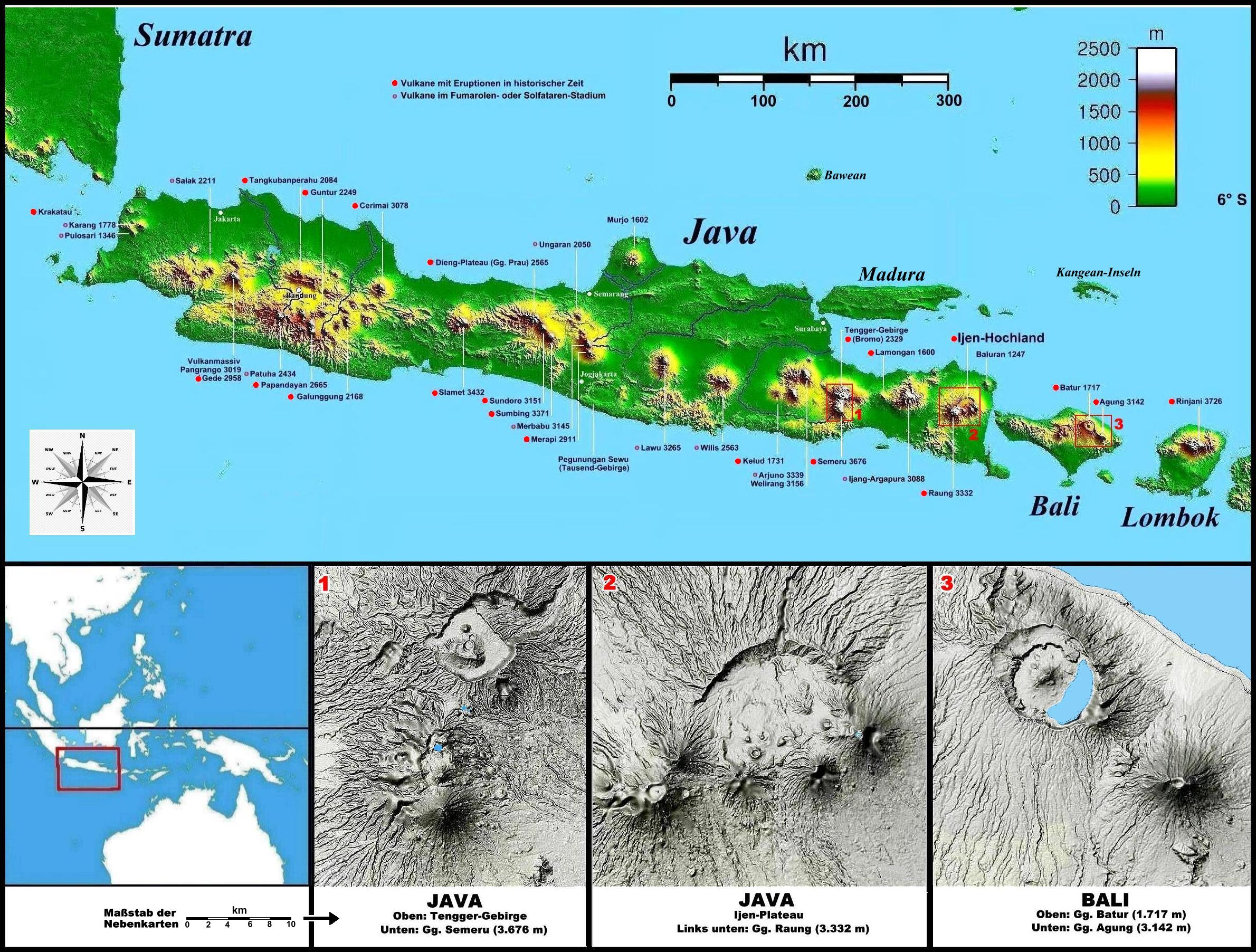
Карта вулканів острова Ява та Балі

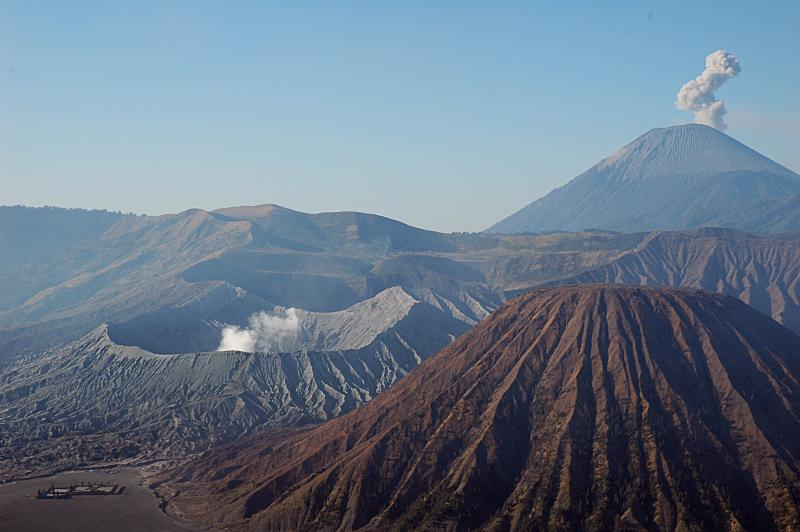
Вулкани Бромо (ліворуч) та Семеру (праворуч)

Уздовж всього острова, займаючи половину його площі, простягається осьовий пояс гір, пересічений декількома наскрізними тектонічними зниженнями. Цоколь цього поясу складений головним чином мергелями, висота його 1500—1700 м. Ява — один з інтенсивних районів сучасного вулканізму на Землі. Понад 120 вулканічних конусів, з яких 50 — діючі вулкани. Конуси складені базальтами, андезитами і вулканічним попелом. Найвищі вершини: Семеру 3676 м (займає 12-те місце у світі серед острівних гір), Сламет 3428 м, і Раунг 3332 м.
Західна Ява являє собою нагір'я з групою 14 вулканів в Преангері (55 на 23 км). Найвищі гори: Геде (3030 м) и Тікорай (2808 м). У західній частині острова серед гір простягся ланцюг улоговин, дно яких знаходиться на висоті 500—1000 м (Бандунгська, Гарут). Значний розвиток карсту.
У середній та східній частині острова вулкани тягнуться довгою смужкою: Сламат (3426 м), Сумбінг (3361 м), Мербабу (3106 м), Мерані (2860 м), Лаву (3330 м), далі Валізанг (3367 м), Арджуно (3332 м), Тенггер (2557 м) з кратером діаметром 8 км і глибиною 2000 м, Семеру (3676 м) і на крайньому сході Раунг (3332 м).
Південь острова зайнятий поясом вапнякових плато, на північ від осьового ланцюга піднять тягнеться смуга алювіальних низинних рівнин, що переривається гірськими грядами (гори Кенденг, Північні Вапнякові гори) та поодинокими вулканічними масивами. Близько половини острова обробляється, інша покрита густими лісами.
Надра острова Ява містять значні запаси нафти (північне узбережжя), марганцю (південне узбережжя), золота, фосфоритів, сірки (вулканічні райони), солі.

### Клімат
Клімат Яви екваторіальний, мусонний. На низовинах і в невисоких районах середні місячні температури становлять +25…+28 °C, на височинах 1500 м над рівнем моря — +15…+17 °C. Добові амплітуди температури можуть сягати 10-15 °С. Південне узбережжя більш прохолодне ніж північне. Річна кількість опадів на низовинах від 1000 мм на сході до 2500 мм на заході, в горах — до 4-6 тис. мм на рік і більше. Цілий рік ясні дні чергуються з дощовими, найчастіше грозовими. Південний берег острова здебільшого більш зволожений, так само і західна частина острова вирізняється більшим зволоженням. На всьому острові вирізняється вологіший сезон азійського мусону (жовтень — травень) і відносно сухий сезон панування австралійського мусону (червень — вересень). Хмарність досить значна. Взимку (дощовий період) рівномірно розподіляється цілодобово, влітку — найбільша вранці (тумани, купчасті хмари), до полудня зменшуються й знов ростуть після полудня. Тому західні схили скель, стіни будівель густіше вкриті мохом.

### Гідрологія

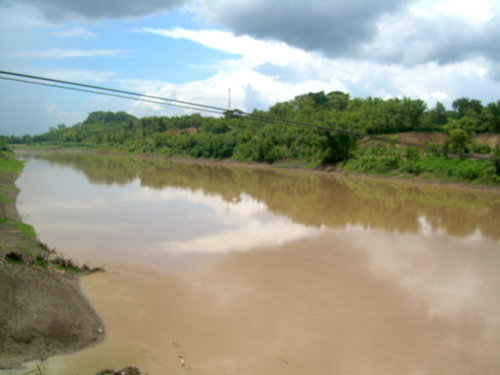
Найбільша річка Яви — Соло

Річки острова вельми багатоводні, особливо в дощовий сезон. Виносять з гір велику кількість наносів, які відкладає в низинах. Широко використовують річки для штучного зрошення плантацій цукрової тростини. Для судноплавства мало придатні. Найбільші річки: Соло (260 км) і Брантас (гирло південніше Сурабаї). Річка Соло бере початок на схилах гори Лаву й тече на північ, далі повертаючи на північний схід, впадає в Яванське море (гирло поблизу острова Мадура). Більшість річок належать до басейну Тихого океану та мають невеликі за розмірами сточища. Річка Прого несе свої води до Індійського океану. Озер мало, усі невеличкі.

### Ґрунти
В ґрунтовому покриві переважають опідзолені латеритні ґрунти, гірсько-лісові червоноземи і алювіальні ґрунти (по долинах річок). На сході в саванах поширені також чорні ґрунти.

### Рослинність
Рослинність Яви складають головним чином високі (до 50 м) вологі вічнозелені (на заході) і листопадні (на сході) тропічні ліси, в найсухіших східних районах поширені савани. Ліси вирізняються величезним видовим різноманіттям. Дика рослинність збереглася лише місцями. Ліси ще на середину XX століття вкривали 1/3 всієї площі острова, переважно в горах.
На низовинах і в нижньогірському поясі (до 1500 м) ліси складаються з пальм, тикових дерев(Tectona grandis), фігових дерев, акацій, фікусів, бамбука, деревоподібних папоротей, багато ліан. Серед залишків пишної лісової рослинності розкинулись плантації рису, цукрової тростини, кокосової пальми, індиго, бананів, ванілі, перцю, тропічних фруктів. Вище в горах більше вирощують кукурудзи та тютюну, головне чай та кава.
У поясі висот 1500—2500 м переважають субтропічні гірські ліси з лаврів, кленів, вічнозелених дубів, магнолії, каштанів, величних Cedrela та інших видів. У нижніх ярусах рододендрони та азалії, багато мохів. Чайні, кавові та цинхонові плантації. У верхній частині поясу тики, мирти, акації, барбарис.
Вище 2500 м в горах ліси змінюються чагарниковими заростями (барбарису та рододендронів) і луками вересків (Ericaceae) та гнафалієвих (Gnaphaliae).
На узбережжі місцями мангрові ліси. На рівнинах та в передгір'ях переважають культурні ландшафти. Світової слави зазнав ботанічний сад міста Богор.
Існує деяка відмінність між флорою західної та східної Яви. Коли перша пишніша й подібна до флори Суматри та Калімантану, то друга більше подібна до флори східних Зондських островів та острова Нова Гвінея (пандануси).

### Тваринний світ

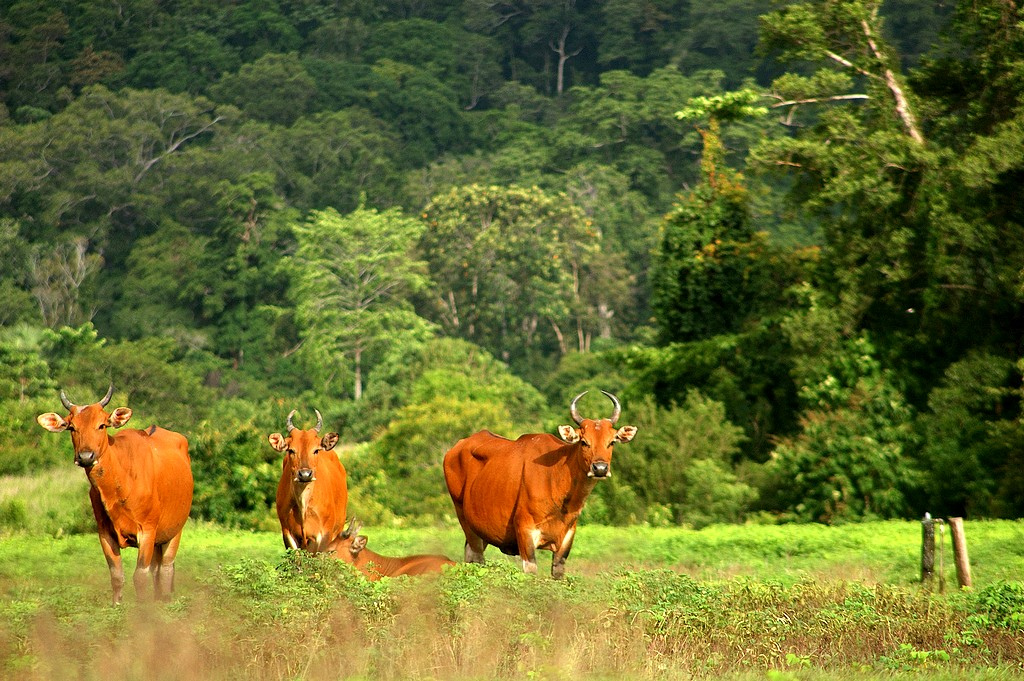
Самиці бантенга в національному парку Алас Пурво

Ява належить до Малайської підобласті Індо-Малайської зоогеографічної області. Фауна подібна до фауни Малакки, Суматри, Калімантану та Балі. Глибокою протокою між островами Балі та Ломбок проходить лінія Уоллеса, що відділяє австралійську фауну від азійської. У лісах острова, незважаючи на перенаселеність людьми, збереглися гібони, олені, кабани, в заповідниках — однорогий носоріг і бик бантенг (в одомашненому стані балійська худоба). Раніше водились тигри та леопарди. Найхарактерніші представники птахів — фазан-аргус, яванський павич, плазунів — гавіал.
Національні парки: Балюран, Гунунг-Геде-Пангранго, Уджунг-Кулон, декілька резерватів.

## Історія

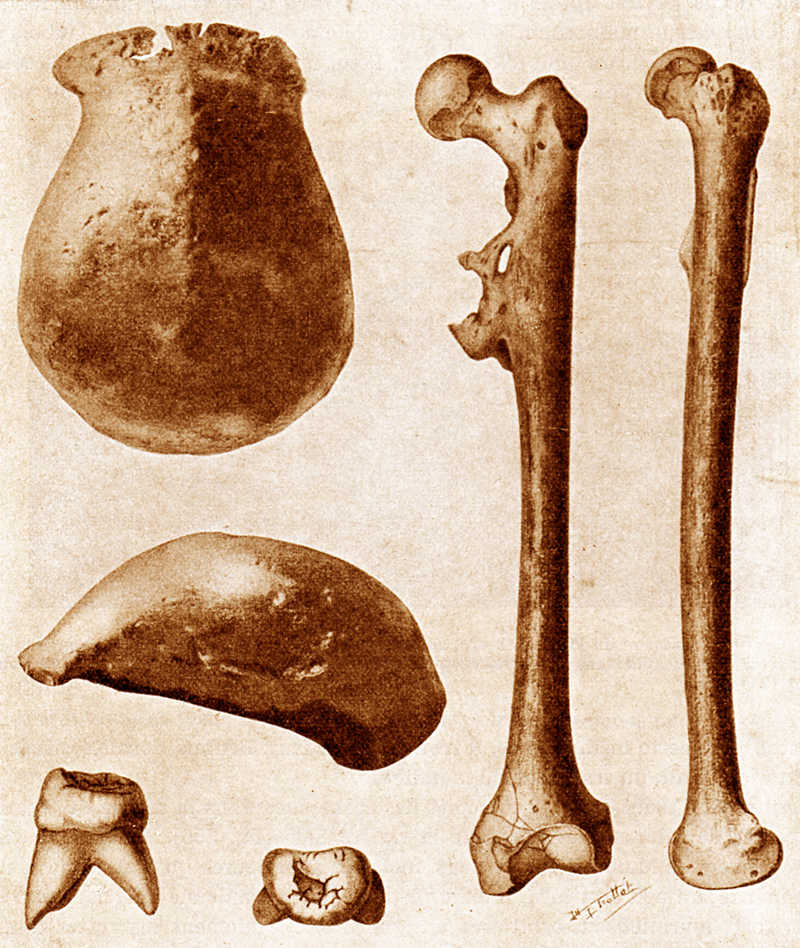
Рештки пітекантропа, що було знайдено на Яві

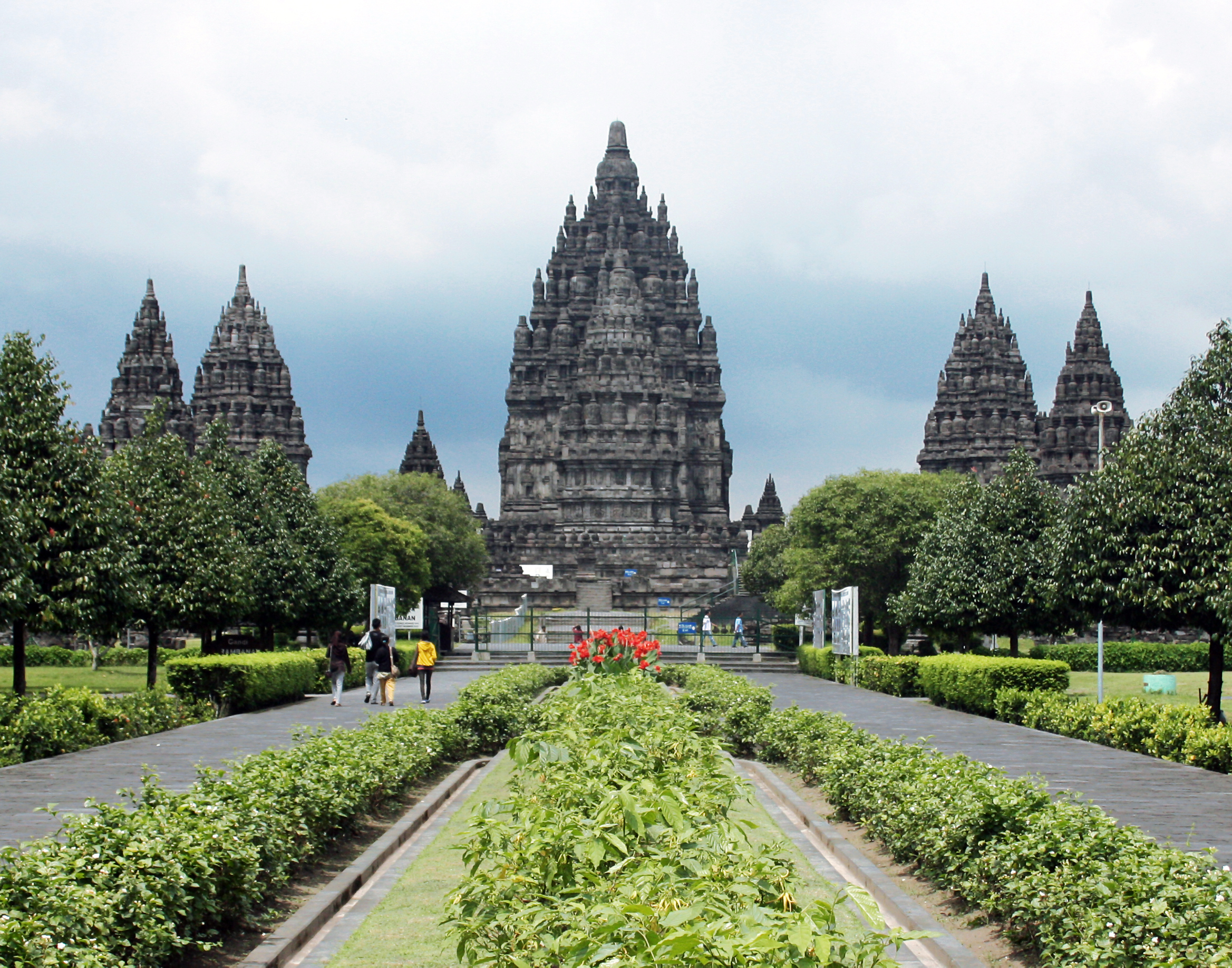
Індуїстський храм в Прамбанані

На берегах річки Соло 1891 року Еженом Дюбуа було знайдено рештки людини Homo erectus (яванська людина), що мають вік 1,7 млн років.
Острів було відкрито європейцями в 1511 році після взяття Малакки. Того ж року Альбукерк послав 3 кораблі відшукувати країну, яка виробляє мускатний горіх і гвоздичний плід. Флотилія пропливла повз острів, ознайомившись з його північним узбережжям. Останнє індуїстське королівство на острові, Маджапахіт, було зруйновано в 1520 році, після чого на острові виникали королівства, що існували дуже недовго. З південним берегом португальці до кінця XVI століття не були знайомі. Ява ділилася в той час на султанства Матарам, Бантам, Джакатра і Черібон. Султани цих держав надіслали власні посольства і пропонували Альбукерке свою дружбу, після чого почалися торгові стосунки.
У 1596 році на березі султанства Бантам з'явилися голландці під начальством Хутмана, вони нічого важливого не досягли і поїхали в 1598. У 1602 році була заснована Голландська Ост-Індійська компанія, яка помалу витіснила з Яви португальців, відбираючи в них ринок за ринком, а проти англійських поселенців на островах Банда пустила в хід всілякі інтриги. У 1603 році вона утвердилася в Джакатрі (Djakatra, Jakatra), в 1604 році — в Бантамі. Вже 1610 року голландська Вест-Індійська компанія заснувала власну факторію. В березні 1619 року голландці завоювали Джакатру, знищивши місто, на цьому місці вони заснували місто Батавію, яка стала столицею індійських володінь Голландії. Оволоділи Черібоном, потроху послабили Матарам і в 1678 році примусили його володаря визнати свою залежність від Голландії. У 1683 році голландці примусили султана Бантама Абдулкахара віддати їм свою столицю, в 1742 році ця держава зробилося леном Голландської Ост-Індійської компанії. У 1749 році від Матараму відокремилося султанство Джок'якарта; коли напад макассарців і мадурців загрожував загибеллю імператору Матарама, він змушений був звернутися за допомогою до голландців, які прогнали його ворогів, але за це змусили його визнати себе в ленній залежності від Голландії, а потім в середині XVIII століття довільно розділили його царство на дві частини, віддавши одну законному спадкоємцю престолу, який отримав титул «Susuhunan», а іншу — далекому родичу його. З цього часу правителі жили в строгому підпорядкуванні голландцям, які приставили до їхніх дворів резидентів, наклали на них різні обмеження і при їх столицях побудували форти.
Під час влади Наполеона Ява на деякий час потрапила під контроль Англії (1811–1816), потім знову повернулася під управління Нідерландів за Паризьким мирним договором 1815 року. Після ряду повстань в 1820-1830-х років голландці остаточно утвердились на острові: проклали шляхи, ввели розумну систему управління. Влітку 1883 року виверження вулкана Кракатау та страшний землетрус завдав величезної шкоди острову і погубив до 40 тис. чоловік.
На початку XX сторіччя 99 % населення Яви складали місцеві малайські народності, що сповідували іслам суннітського напрямку. Християн налічувалось лише 20 тис., брахманістів (навколо гори Теангер) — 3 тис. Колоніальна влада, власники та господарі плантацій, гуртові торговці разом налічували близько 35 тис. осіб.. Китайській еміграції протидіяли адміністративними та законодавчими перепонами, але вже на той час їхня чисельність перевищувала чисельність європейців. Невелику громаду складали також мусульмани-араби та малайці. Здебільшого матроси та власники суден. Нідерландська, або Острівна Індія (нід. Insulindie) керувалась генерал-губернатором з Бейтензоргу (неподалік від Батавії). В центральній частині острова над місцевим населенням зберігалось управління сусухананом Суракарти та султаном Джок'якарти. Вони мали в своєму розпорядженні навіть власні армії. Великі латифундії займалися експортними культурами та належали голландцям (849 тис. га) і китайцям (189 тис. га). Багато земель було продано в індивідуальне володіння під час панування на острові англійців (1811—1816 роки). Голландці не продавали землі, але роздавали в оренду на 75 років (118 тис. га). Більша частина земель становило суспільне землеволодіння («десса» відповідає російській «мірі»). Економіка острова носила аграрний характер, промисловість була кустарно-ремісничою (фарбування тканин батік, виготовлення кинджалів «крис» та музичних інструментів гаммеланг). 2 тис. км залізниць замінили чудову мережу колісних шляхів. Головними товарами ввезення були: бавовняна пряжа, тканини, залізо та металеві вироби, сушена та в'ялена риба. Вивозили: цукор, каву, тютюн, чай, індиго, цинхону, рис. На той час на острові працювало більше 450 приватних та державних початкових шкіл, в яких навчалось приблизно 65 тис. учнів. Система правосуддя на острові складалась з двох гілок: європейських судів для європейців та місцевих судів для тубільців, що керувались законами, закладеними в адаті (звичаї) та шаріаті (Коран). У буцигарнях знаходилось 25 тисяч засуджених.
У 1942–1945 роках Ява була окупована Японією, зараз є частиною республіки Індонезія.

## Населення

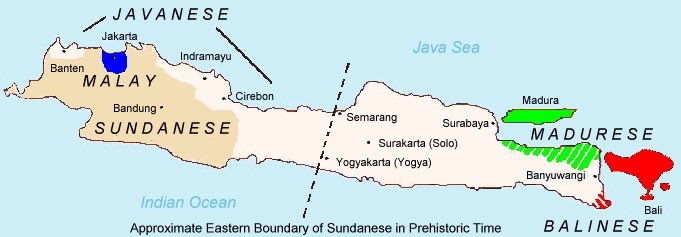
Етнічна карта острова

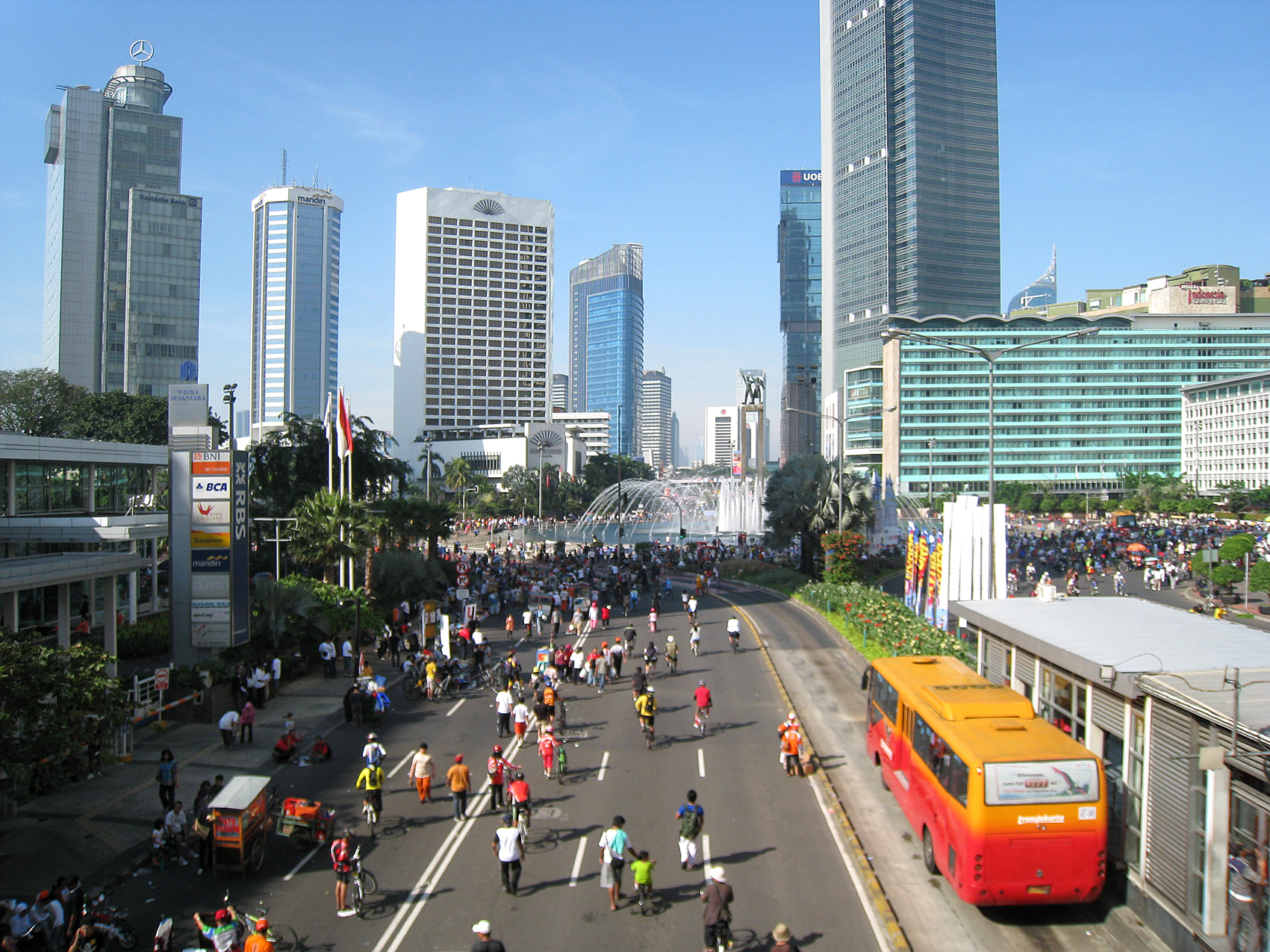
Центр Джакарти

Населення острова Ява становить 124 млн жителів (перепис 2005 року), або 60 % населення Індонезії. 1881 року населення острова становило — 19 млн жителів, 1909 року — 28,7 млн жителів, а 1989 року — 107,5 млн жителів (переписи разом з Мадурою). Вже в XIX сторіччі Ява була так само густо населена як і Бельгія з Саксонією. При тому рівень урбанізації становив лише 3 %. Найбільшими містами були: Батавія (116 тис. мешканців), Сурабая (146 тис.), Семаранг (84 тис.), Суракарта (109 тис.) и Джокджокарта (60 тис.). Сучасні найбільші міста: Джакарта (8,5 млн мешканців), Сурабая (2,6 млн.), Бандунг (2,5 млн.), Семаранг (1,6 млн.), Джок'якарта (0,39 млн.), Соло, Богор (0,75 млн.), Маланг.
Народності яванці (включно з бантенами, цірібон, тенггер, осінг), сунданці (включно з бадуї), бетаві і мадурці, що говорять різними мовами. Найпоширеніші мови — яванська і індонезійська. Більшість населення білінгви.
Релігія: в основному іслам суннітського толку, християни, брахманісти (на схилах гори Теангер).

## Економіка

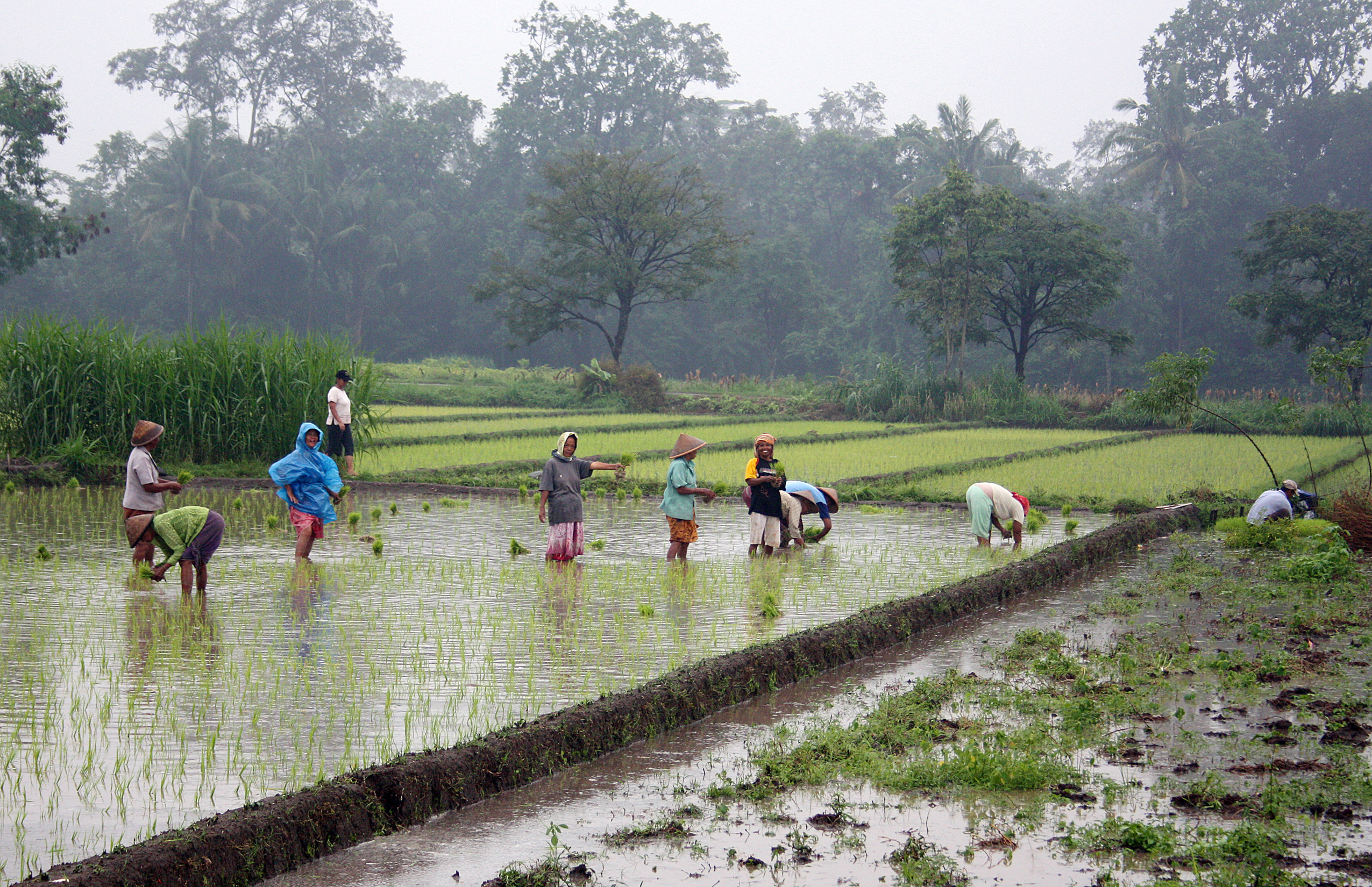
Вирощування рису неподалік від Прамбанану

Острів Ява разом з островом Мадура — основний господарський регіон Індонезії. Виробляється: рис, кукурудза, кава, какао, чай, цукрова тростина, кокосова пальма, каучуконоси, хінін, бензин.

## Культура

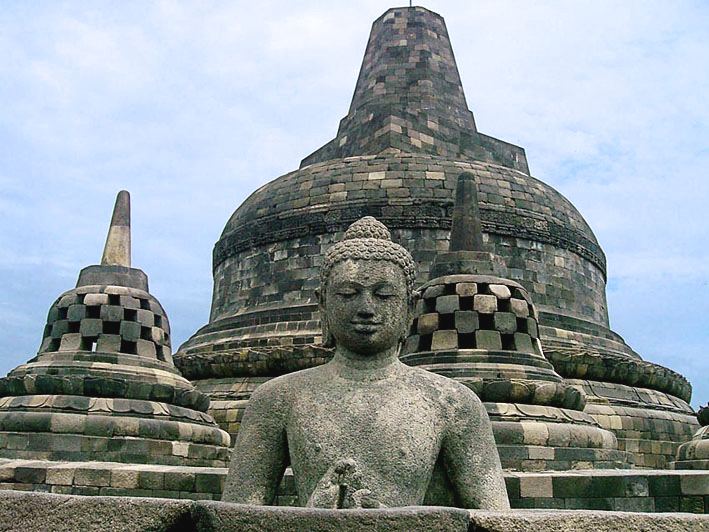
Ступи Боробудуру

На острові Ява розташована головна визначна пам'ятка Індонезії — храм Боробудур. Ця святиня буддистської релігії і одне з чудес світу. Своєрідна модель буддистської космології. Збудований в IX столітті. Храм входить в список найважливіших архітектурно-історичних пам'яток ЮНЕСКО і належить до об'єктів світової спадщини.